# Том Мерсер
Том Мерсер (англ. Tom Mercer; нар. 10 листопада 1964) — колишній американський тенісист.
Найвищу одиночну позицію світового рейтингу — 303 місце досяг 28 серпня, 1989, парну — 112 місце — 20 вересня, 1993 року.
Найвищим досягненням на турнірах Великого шолома було 2 коло в парному розряді.

## Фінали за кар'єру

### Парний розряд (2 поразки)
| Результат | W/L | Дата | Турнір            | Покриття | Партнер        | Суперники                | Рахунок       |
| --------- | --- | ---- | ----------------- | -------- | -------------- | ------------------------ | ------------- |
| Поразка   | 0–1 | 1992 | Бузіус, Бразилія  | Тверде   | Марк Кейл      | Мауріс Руа Маріо Табарес | 6–7, 7–6, 4–6 |
| Поразка   | 0–2 | 1993 | Кіцбюель, Австрія | Ґрунт    | Маріус Барнард | Хуан Гарат Роберто Саад  | 4–6, 6–3, 3–6 |